# Peter Lichtveld
Peter Lodewijk Maria Lichtveld (Nieuwer-Amstel, 30 augustus 1930 – Amsterdam, 23 juni 2010) was een Nederlands plastisch chirurg. Tot 1996 werkte hij in verschillende ziekenhuizen in Amsterdam, onder andere het Antoni van Leeuwenhoekziekenhuis, het Burgerziekenhuis en het Emma Kinderziekenhuis.  Tussen 1951 en 1955 was hij redacteur van het studentenblad Propria Cures. In 1958 studeerde hij af aan de Universiteit van Amsterdam. Hij was een leerling van Jan Hendrik Piers (1917-2006), en kwam net als hem op voor het imago van de plastische chirurgie.
Wij behandelen kinderen met aangeboren afwijkingen. Een hazelip, een gesplete verhemelte, ontbrekende oren; mensen die gezwellen hebben gehad, bedrijfsongevallen, mutulaties. Het is denigrerend zo iemand een schoonheidspecialist te noemen. Wij doen meer dan uitsluitend het verfraaien van het uiterlijk. — Peter Lichtveld, 2 oktober 1970
Door collega's werd hij omschreven als een esthetisch creatieve denker, die opviel door zijn non-conformistisch gedrag; een begenadigd operateur, en goed didacticus.

## Biografie
Peter Lichtveld was de zoon van de schrijvers Lou Lichtveld, alias Albert Helman, en Leni Mengelberg en de broer van Cecilia en Noni Lichtveld. Het gezin woonde van 1932 tot oktober 1936 in de buurt van Barcelona, toen Mengelberg met de kinderen terugkeerde naar Nederland vanwege de ontrouw van haar man en het uitbreken van de Spaanse Burgeroorlog. De architect Benjamin Merkelbach was de stiefvader van Lichtveld en zijn zussen nadat hun moeder in 1940 hertrouwde. Het gezin zat tijdens de Tweede Wereldoorlog ondergedoken in het doktershuis van Landsmeer.